# Clarkesworld Magazine
Clarkesworld Magazine (ISSN 1937-7843) este o revistă americană online de fantasy & science fiction. Primul număr a apărut pe 1 octombrie 2006 și de atunci apare lunar conținând ficțiuni scrise de Sarah Monette, Catherynne Valente, Elizabeth Bear, Caitlin R. Kiernan, Kij Johnson, Peter Watts sau Jeff VanderMeer.